# Весёлое (Новоазовский район)
Весёлое (укр. Веселе) — село на Украине, находится в Новоазовском районе Донецкой области. Под контролем Донецкой Народной Республики.

## География
В Донецкой области имеются ещё 10 одноимённых населённых пунктов, в том числе сёла Весёлое (на северо-западной окраине Донецка) и Весёлое (к северу от Авдеевки) в Ясиноватском районе, Весёлое в Старобешевском районе и Весёлое в Шахтёрском районе.

#### Соседние населённые пункты по странам света
С: Куликово, Красноармейское
СЗ:
СВ: Качкарское, Веденское
З: Заиченко
В: Митьково-Качкари
ЮЗ: Дзержинское, Ленинское, Саханка
ЮВ: —
Ю: —

## Население
Население по переписи 2001 года составляло 35 человек.

## Общие сведения
Код КОАТУУ — 1423686003. Почтовый индекс — 87662. Телефонный код — 6296.

## Адрес местного совета
87622, Донецкая область, Новоазовский район, с. Розы Люксембург, ул. Первомайская, 31